# Sint-Cunerakerk (Nibbixwoud)
De Sint-Cunerakerk is een rooms-katholieke kerk in de Noord-Hollandse plaats Nibbixwoud, ontworpen door de architect A.C. Bleijs in 1874 en geconsacreerd in 1878. Op 12 augustus 2002 werd de neogotische kerk grotendeels door brand verwoest. De monumentale houten kap werd hersteld naar de oorspronkelijke tekeningen.

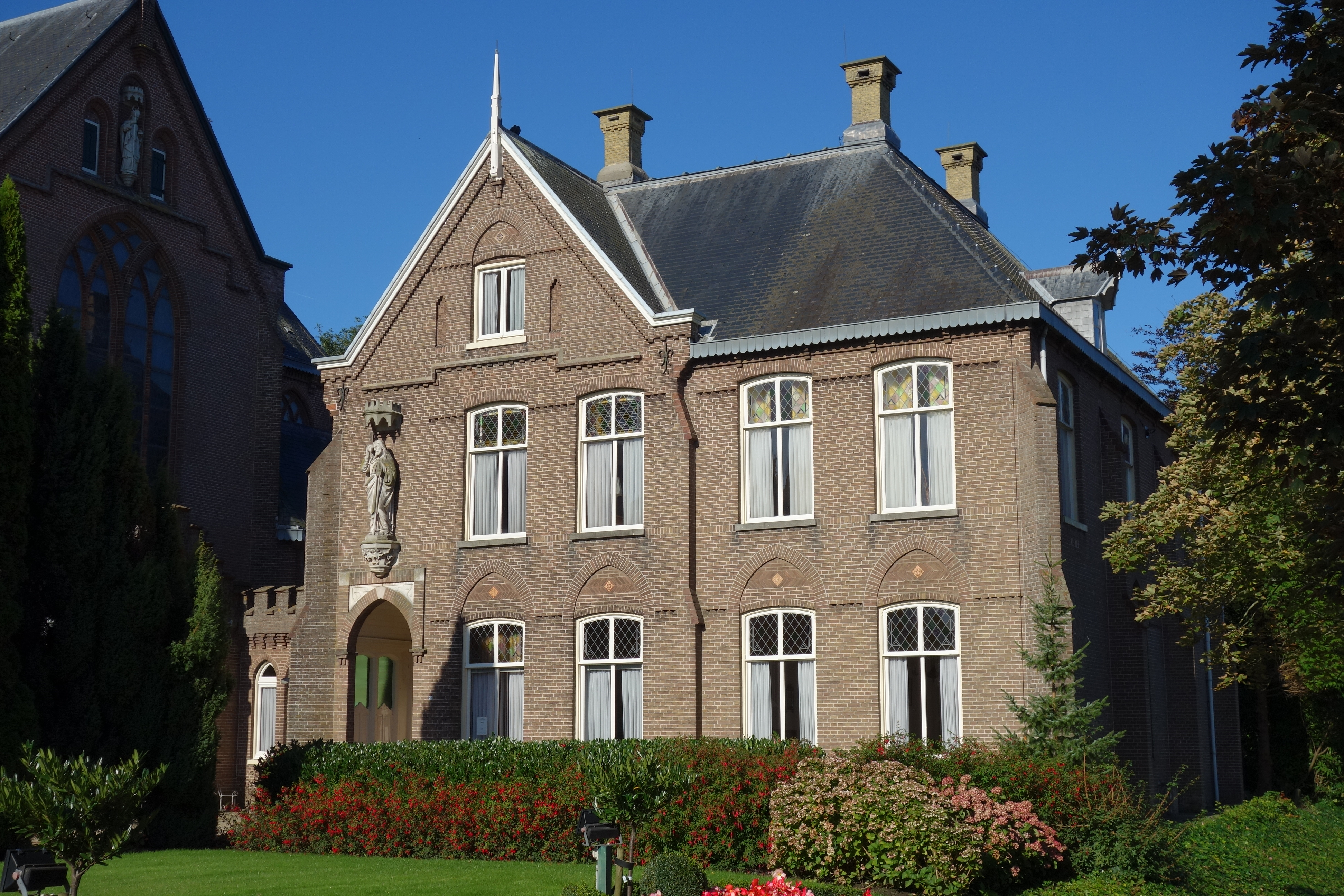
De pastorie

Ook de in 1877 gebouwde pastorie naast de kerk is van de hand van Bleijs.